# Глыбочка Северная
Глыбочка Северная (бел. Глы́бачка, Глыбачка Паўночная) — озеро в Ушачском районе Витебской области Белоруссии. Относится к бассейну реки Дива.

## Описание
Озеро располагается в 26 км к северо-востоку от городского посёлка Ушачи, в 0,4 км к северу от агрогородка Глыбочка. Южнее Глыбочки Северной находится озеро Глыбочка Южная — отдельный водоём. Обе Глыбочки не соединяются между собой, однако в некоторых источниках упоминаются как единый объект.
Площадь зеркала составляет 0,07 км², длина — 0,37 км, наибольшая ширина — 0,2 км. Длина береговой линии — 0,95 км.
Склоны котловины распаханные, в высоту достигают 3 м. Озеро со всех сторон окружает заболоченная пойма шириной около 10 м, поросшая кустарником. Берега низкие, поросшие кустарником, преимущественно заболоченные.
В озере обитают карась, лещ, плотва, линь, окунь и другие виды рыб.